# Jórgosz Szavídisz
Jórgosz Szavídisz, görögül: Γιώργος Σαββίδης (Nicosia, 1961. február 8. –) válogatott ciprusi labdarúgó, középpályás, edző. Ciprusi bajnoki gólkirály (1984–85).

## Pályafutása

### Klubcsapatban
1973-ban az Olimbiakósz Lefkoszíasz korosztályos csapatában kezdte a labdarúgást. 1979 és 1981 között szerepelt az első csapatban. 1981 és 1987 között az Omónia Lefkoszíasz, 1987 és 1992 között a görög AÉK, 1992 és 1996 között ismét az Omónia játékosa volt. Az Omónivál hét ciprusi bajnoki címet és három kupagyőzelmet ért el. Az AÉK csapatával kétszeres görög bajnok és kupagyőztes lett. Az 1984–85-ös idényben a ciprusi bajnokság gólkirálya lett 24 találattal.

### A válogatottban
1982 és 1995 között 46 alkalommal szerepelt a ciprusi válogatottban és két gólt szerzett. A magyar válogatott ellen négy tétmérkőzésen játszott (1984, 1985, 1987, 1992).

### Edzőként
1999 és 2001 között a Dijenísz Akrítasz Mórfu vezetőedzője volt, ahol az 1999–00-es idényben bajnoki címet szerzett a csapattal a ciprusi másodosztályban. 2007–08-ban korábbi klubja, az Omónia Lefkoszíasz szakmai munkáját irányította.

## Sikerei, díjai

### Játékosként
Omónia Lefkoszíasz
- Ciprusi bajnokság
  - bajnok (7): 1980–81, 1981–82, 1982–83, 1983–84, 1984–85, 1986–87, 1992–93
  - gólkirály: 1984–85 (24 gól)
- Ciprusi kupa
  - győztes (3): 1982, 1983, 1994
- Ciprusi szuperkupa
  - győztes (2): 1982, 1983

 AÉK
- Görög bajnokság
  - bajnok (2): 1988–89, 1991–92
- Görög kupa
  - győztes: 1990
- Görög szuperkupa
  - győztes: 1989

### Edzőként
Dijenísz Akrítasz Mórfu
- Ciprusi bajnokság – másodosztály
  - bajnok: 1999–00